# Dendrogal borneański
Dendrogal borneański (Dendrogale melanura) – gatunek ssaka z rodziny tupajowatych (Tupaiidae).

## Taksonomia
Gatunek po raz pierwszy zgodnie z zasadami nazewnictwa binominalnego opisał w 1892 roku brytyjski zoolog Oldfield Thomas, nadając mu nazwę Tupaia melanura. Miejsce typowe to Mount Dulit na wysokości 5000 ft (1524 m), Sarawak, Borneo. Holotyp to skóra (dobrze zachowana, ale nieco uszkodzona na głowie) i czaszka (w średnim stanie, lekko uszkodzona w okolicy nadpotylicznej) dorosłej samicy (sygnatura BMNH 1892.2.7.10) ze zbiorów Muzeum Historii Naturalnej w Londynie; okaz zebrany w październiku 1891 roku przez Charlesa Hose’a. Podgatunek baluensis formalnie opisał w 1913 roku amerykański przyrodnik Marcus Ward Lyon, nadając mu nazwę Dendrogale melanura baluensis. Miejsce typowe to góra Kinabalu, północno-wschodnie Borneo, Malezja. Holotyp to skóra (dobrze zachowana) i czaszka (w nieidealnym stanie) dorosłej samicy (sygnatura BMNH 1892.9.6.3) ze zbiorów Muzeum Historii Naturalnej w Londynie; okaz zebrany przez Alfreda Everetta.
Autorzy Illustrated Checklist of the Mammals of the World rozpoznają dwa podgatunki.

### Etymologia
- Dendrogale: gr. δενδρον dendron „drzewo”; γαλεή galeē lub γαλή galē „łasica”[10].
- melanura: gr. μελανουρος melanouros „z czarnym ogonem”, od μελας melas, μελανος melanos „czarny”; -ουρος -ouros „-ogonowy”, od ουρα oura „ogon”[11].
- baluensis: Gunung Kinabalu, Borneo[12].

## Zasięg występowania
Dendrogal borneański występuje w zależności od podgatunku:
- D. melanura melanura – Mount Dulit i Gunung Mulu, Sarawak, północno-zachodnie Borneo.
- D. melanura baluensis – Kinabalu, Góry Crockera i Gunung Trus Madi, Sabah, północne Borneo.

Populacja nie przypisana do żadnego podgatunku występuje również na Gunung Murud, w północnym Sarawaku, w północno-zachodnim Borneo.

## Morfologia
Długość ciała (bez ogona) 120–125 mm, długość ogona 135–140 mm, długość ucha 12–14 mm, długość tylnej stopy 28–31 mm; brak szczegółowych danych dotyczących masy ciała. Wyróżnia się krótko owłosionym, gładkim, pędzelkowato zakończonym ogonem. Sierść pokrywająca resztę ciała jest również gęsta i krótka, ciemnoczerwona do brązowej na grzbiecie i żółtopomarańczowa na spodzie ciała.

## Tryb życia
Dendrogal borneański jest jednym z najmniejszych gatunków ze swojej rodziny. Gatunek ten także występuje częściej niż inne gatunki z jego rodziny na drzewach. Większość złożonego z owadów pokarmu znajduje na najniższych gałęziach drzew.

## Status zagrożenia
W Czerwonej księdze gatunków zagrożonych Międzynarodowej Unii Ochrony Przyrody i Jej Zasobów został zaliczony do kategorii DD (ang. data deficient ‘brak danych’).